# Клименко Віктор Миколайович
Ві́ктор Микола́йович Климе́нко (15 лютого 1978, с. Варварівка, Вовчанський район, Харківська область, Українська РСР — 10 грудня 2016, м. Красногорівка, Донецька область, Україна) — старший солдат Збройних Сил України, учасник російсько-української війни.

## З життєпису
Учасник війни на сході України, старший водій (92-га окрема механізована бригада).
Загинув у бою під час мінометного обстрілу. Разом загинули Андрій Лелякін та Володимир Шоломинський.
Похований в с. Варварівка, Вовчанський район, Харківська область.

## Нагороди та вшанування
- Указом Президента України № 58/2017 від 10 березня 2017 року, «за особисту мужність, виявлені у захисті державного суверенітету та територіальної цілісності України, самовіддане виконання військового обов'язку», нагороджений орденом «За мужність» III ступеня (посмертно)[2].
- Вшановується в меморіальному комплексі «Зала пам'яті», в щоденному ранковому церемоніалі 10 грудня[3][4].